# 李少华
李少华（1954年7月—），女，汉族，江苏邳州人，山东省司法官员，中国共产党党员，本科学历，曾任山东省检察院刑事检察处副处长、反贪污贿赂局副局长等职，山东省人大原常委、法制委员会主任委员，山东省人民检察院原党组副书记、副检察长。

## 生平
1970年12月，李少华参加工作。1975年7月，加入中国共产党。
1997年始，李少华先后任山东省检察院党组成员、反贪污贿赂局局长，山东省检察院副检察长，2002年4月卸任反贪局局长职务。2006年同时担任正厅级检察员。2009年，李少华升任山东省检察院党组副书记、副检察长。2013年，李少华调任山东省人大常委会工作、任法制委员会副主任委员，2017年升任法制委员会主任委员，2018年2月退休。2021年6月9日，接受山东省纪委监委纪律审查和监察调查。
2022年7月，李少华被山东省淄博市中级人民法院以受贿罪，判处有期徒刑九年，并处罚金人民币五十万元，查封、扣押在案的赃款赃物予以追缴；不足部分及孳息继续追缴，上缴国库。